# La filosofia della musica
La filosofia della musica è un saggio pubblicato nel 1836 da Giuseppe Mazzini nella rivista L'italiano.
In questo saggio Mazzini attribuisce alla musica un ruolo sociale e civile.

## Edizioni
- Giuseppe Mazzini, Pagine italiane: Esortazione per la liberazione della patria, Dante, filosofia della musica, la missione dell'Italia nel mondo, gli operai italiani, pensieri e moniti sull'Internazionale, con prefazione di Giovanni Mori, Museum, Roma 1917
- Marcello De Angelis, La musica considerata filosoficamente: echi del Risorgimento e del bello ideale, in appendice: Filosofia della musica, di Giuseppe Mazzini, LoGisma, Firenze 2011